# Ellipteroides paramoensis
Ellipteroides paramoensis är en tvåvingeart som först beskrevs av Alexander 1944.  Ellipteroides paramoensis ingår i släktet Ellipteroides och familjen småharkrankar.
Artens utbredningsområde är Venezuela. Inga underarter finns listade i Catalogue of Life.